# Goethea
Goethea es un género de plantas con flores perteneciente a la familia  Malvaceae, comÚnmente estaban incluidos en el género Pavonia. Cuando fue reorganizado, unas cinco especies fueron trasladadas a este género, incluidas G. strictiflora y G. cauliflora. Es originario de Sudamérica. El género fue descrito por Christian Gottfried Daniel Nees von Esenbeck y publicado en Flora  4: 304, en el año 1821. La especie tipo es Goethea cauliflora Nees & Mart..

## Especies
- Goethea alnifolia      (A.St.-Hil.) Garcke    Jahrb. Königl. Bot. Gart. Berlin 1: 222    1881
- Goethea cauliflora Nees & Mart.    Flora 4: 304    1821
- Goethea garckeana     (Gürke) Garcke    Bot. Jahrb. Syst. 21: 395    1896
- Goethea makoyana     (E.Morren) Hook.f.    Bot. Mag. 105(n.s.35): , t. 6427    1879
- Goethea semperflorens     Nees    Flora 4: 304    1821
- Goethea strictiflora Hook.